# CONTRAST (浅香唯のアルバム)
『CONTRAST』（コントラスト）は、浅香唯の14枚目のスタジオ・アルバム。1993年2月24日にマイカルハミングバードよりリリースされた。

## 解説
- 22枚目のシングル「ひとり」と同時発売。
- 色彩をテーマにしたアルバム。
- 「Walking with you」は、当時毎週木曜日にパーソナリティを担当していたTOKYO-FM『スーパーFMマガジン』が縁で、月曜日担当だった楠瀬誠志郎が曲を提供した。
- 本作品がマイカルハミングバード在籍時における最後のオリジナルアルバムとなった（後に4年半の充電期間に入る）。
- 本作発売後の3月14日、クラブチッタ川崎にて休業前最後のライブ『ANNIVERSARY 2824』を開催し、本作から「ラジオからのMessage」「ひとり」「想い出にあなたが傷つくように」を披露した。
- 本作をプロデュースした安田信二は、1997年の復帰第1弾シングル「Ring Ring Ring」の作曲・編曲も担当している。

## 収録曲
1. 優しさのコントラスト
  - 作詞: 山田ヒロシ、作曲: 羽場仁志、編曲: 安田信二
2. ラジオからのMessage
  - 作詞: 帆苅伸子、作曲: 和泉一弥、編曲: 和泉一弥
3. ひとり
  - 作詞: 穂早菜、作曲: 安田信二、編曲: 安田信二
4. So far away
  - 作詞: 穂早菜、作曲: 穂早菜、編曲: 鶴来正基
5. 想い出にあなたが傷つくように
  - 作詞: 山田ヒロシ、作曲: 長沢ヒロ、編曲: 安田信二
6. ハープ橋を超えて…
  - 作詞: 帆苅伸子、作曲: 小西貴雄、編曲: 小西貴雄
7. Blue sunday
  - 作詞: 浅香唯、作曲: 多々納好夫、編曲: 安田信二
8. 天使のようなヤツ
  - 作詞: 岩里祐穂、作曲: 和泉一弥、編曲: 和泉一弥
9. Silent rouge
  - 作詞: 山田ヒロシ、作曲: 長沢ヒロ、編曲: 安田信二
10. Walking with you
  - 作詞: 浅香唯、作曲: 楠瀬誠志郎、編曲: 安田信二

## 関連作品
- 浅香唯大全集 THE COMPLETE BOX
- 浅香唯 30周年記念コンプリートBOX